# Eilenbergia sagitta
Eilenbergia sagitta är en insektsart som beskrevs av Mason, J.B. 1979. Eilenbergia sagitta ingår i släktet Eilenbergia och familjen Pyrgomorphidae. Inga underarter finns listade i Catalogue of Life.